# Pelé (bohyně)
Pelé byla v havajském náboženství bohyně sopek a ohně a tvůrkyně Havajských ostrovů. Patří k známým božstvům havajské mytologie a její kulturní vliv přetrval od doby starověkých Havajů až do současnosti.
Jejími mladšími sestrami jsou kromě jiného bohyně Hi’iaka nebo bohyně-keř Ka’ohelo, která může přijít jako první na místa, která Pelé vytvořila. Bohyně Pelé vystupuje v řadě havajských legend; podle představ původních obyvatel Havaje byla mladá a krásná a dokonce i v současnosti přetrvává kladný vztah k ní. Vážou se k ní různá pojmenování – Honua-mea („Červená zem“), Ka-wahine-’ai-honua („Požíračka země“), Ka-wahine-o-ka-lua („Žena z jámy“) nebo Ka-wahine-o-ka-’a’ahu-ke’oke’o („Žena v bílém rouše“). Podle mytologie byly jejím domovem nejdřív severozápadní havajské ostrovy, posléze přesídlila na ostrov Maui (nachází se zde vulkán Haleakalā) a současným domovem Pelé je kráter Halema’uma’u na Havaji, největším ostrově souostroví.